# Christian Bouchet
Christian Bouchet, född 17 januari 1955 i Angers i Frankrike, är en fransk högerextrem journalist och politiker. Han förordar "tredje positionen" och har uttalade sympatier med nationalbolsjevismen.[källa behövs]